# Spicee
Spicee est une plateforme de documentaire française indépendante. Elle propose des reportages et documentaires inédits et exclusifs disponibles en streaming. Il s'agit d'une offre de vidéo à la demande accessible par abonnement. Spicee a été créé en 2015 par Jean-Bernard Schmidt, Bruno Vanryb et Antoine Robin. Elle est actuellement dirigée par Jean-Bernard Schmidt.

## Activités

### Contenu
Spicee produit, édite et diffuse des documentaires et reportages en suivant une ligne éditoriale engagée. Depuis sa création, la plateforme s'est spécialisée dans l'action contre la désinformation, devenant une pionnière de la lutte contre le complotisme et les fake news. Dans ce cadre, Spicee produit des documentaires sur les rouages du monde complotiste et sur l'influence des réseaux sociaux sur nos opinions. Le site propose également une sélection de films mettant en avant des histoires inédites, des combats de femmes à travers le monde, la complexité derrière les conflits et le terrorisme et enfin des mobilisations pour préserver la planète. Les sujets sont également classés par durée de 5, 15, ou plus de 30 minutes.
L'offre de Spicee donne aux auteurs et réalisateurs une grande liberté de ton, d’écriture, de création, de réalisation, en encourageant et promouvant systématiquement l’innovation qu’elle soit technique ou esthétique.

### Accès à la plateforme
Spicee est accessible sur Internet via sa propre plateforme OTT ainsi que sur Smartphone grâce à l'application disponible sur iOS et Android. Spicee est aussi présent sur la télé d’Orange, sur Molotov.Tv, sur Amazon Prime Video et sur VOO TV+. Il fait également partie de l’offre numérique de Télérama.

## Éducation aux médias

### Interventions dans les écoles
Spécialisé dans la lutte contre les thèses complotistes et la désinformation, Spicee joue également un rôle éducatif. À la demande de nombreux enseignants et professeurs documentalistes, les journalistes multiplient les interventions dans les établissements scolaires. À travers plus de 175 formations dans 90 villes en France et à l’étranger, au moins 6 000 élèves ont été sensibilisés à ces problématiques. Des séminaires à Sciences Po Paris sont également organisés sur ces sujets.

### Spicee Éduc
En mars 2021, Spicee décide de lancer une nouvelle plateforme appelée Spicee Éduc dédiée à l’éducation aux médias et à la lutte contre la désinformation et le complotisme. À destination de toute la communauté éducative, cet outil pédagogique propose des contenus vidéos pour les élèves, des fiches supports pour les enseignants ainsi que des tests en ligne pour valider les connaissances.

## Financement
Spicee est une plateforme payante. L'accès se fait sous forme d'abonnement à 4,90 euros par mois ou 49,90 euros par an. Certains films sont également disponibles gratuitement.
Aucune publicité n'est présente sur Spicee.
En 2023, elle est citée parmi les 17 associations qui ont bénéficié du fonds Marianne lancé par Marlène Schiappa après la décapitation de Samuel Paty, fonds placé au cœur d’une polémique concernant sa gestion. L'association a bénéficié d'une subvention de 70 000 euros.

## Distinctions

### Récompenses
Spicee a obtenu plusieurs prix dans des festivals de renommée internationale.
- Festival international du grand reportage d'actualité et du documentaire de société 2016 (FIGRA) : Prix du jury jeunes pour « Immigration en Australie, les camps de la Honte » de Renaud Villain, Ludovic Gaillard & Lukas Schrank.
- Prix Françoise Giroud 2016 pour « Conspi Hunter » de Thomas Huchon.
- Festival international du film documentaire de Belgrade 2017 : Grand prix pour « Lève-toi et marche » de Matthieu Firmin.
- Web Program Festival 2017 : sept récompenses dans différentes catégories.
- Videoshare festival 2018 : Grand prix du documentaire pour « Unfair game » de Thomas Huchon.

### Nominations
- Festival international de programmes audiovisuels documentaires de Biarritz 2016 (FIPADOC) : Projection officielle du documentaire « Les escadrons du Djihad » de  Farouk Atig & Yacine Benrabia.
- Finaliste du prix Albert-Londres 2016 pour « Mauvais souvenir » de  Marine Courtade & Christophe Busché.
- FIGRA 2018 : Sélections pour « Unfair game », « L’hécatombe des fous » d'Elise Rouard et « Peshmergas, soldats de misère » de Charlie Duplan & Thomas Loubiere.

## Identité visuelle

Ancien logo.
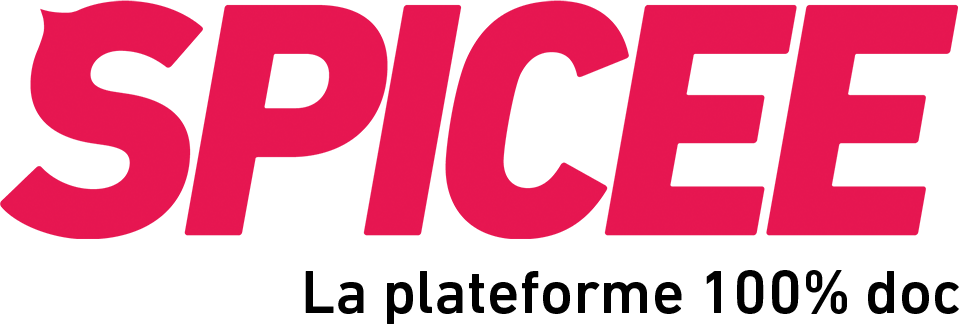
Logo actuel.